# Japan Soccer League 1965
La temporada 1965 va ser la primera edició de la Japan Soccer League, el nivell més alt de la lliga de futbol japonesa.

## Antecedents
El 16 de gener de 1965, en una reunió a Hyogo, el llavors director tècnic de la sortint Nacional Cramer Dettmar va suggerir l'establiment d'un concurs nacional que ja existeix separant-se de la Copa de l'Emperador. Després de la defecció dels clubs del campus, que van donar voluntàriament al projecte, es va decidir que van participar vuit equips que van representar els clubs esportius de les principals empreses i grups financers (entre altres, el Mitsubishi Heavy Industries, el Mazda i el Hitachi), classificada entre les millors opcions de l'actual categoria de campionat. Reglament va ser adoptat com un tots contra tots i dos punts per a l'equip guanyador en un partit, un cadascun per un empat i zero per al perdedor. Els primers quatre equips també s'han obtingut accés a la Copa de l'Emperador, mentre que els dos últims equips han jugat en un playoff que va veure una creu desafiament divisions entre els finalistes del Campionat de Futbol Senior del Japó, creat per a l'ocasió. El Reglament també preveia l'aprovació de les samarretes blanques per a l'equip que va jugar el partit a casa.

## Sistema del campionat
El torneig va començar el 6 de juny: la primera ronda, que es va tancar en menys d'un mes (4 de juliol), va veure la supremacia del Yawata Steel de Kitakyushu, capaç de perdre només un punt dels 14 possibles, per un empat en el joc amb l'oponent directe a la carrera pel títol, el Toyo Kogyo. Durant la segona ronda, que va començar el 12 de setembre, Toyo Kogyo va anotar tots els punts de gestió per superar els seus rivals, va ser la decisiva victòria de 3-2 al partit disputat a l'Estadi Nacional de Tòquio de 10 d'octubre. Aviat, la batalla va ser molt emocionant per a la classificació a la Copa de l'Emperador, amb l'Hitachi que, després de confirmar el punt d'inflexió el rendiment de la primera volta, va obtenir la butlleta sense problemes per al torneig nacional eliminatori. A la part inferior de la taula de posicions, el Yanmar Diesel d'Osaka havia garantit la permanència perquè l'Urawa Club va rebutjar jugar la promoció, mentre que el Nagoya Mutual Bank va evitar el descens gràcies a una victòria de 5-1 obtinguda al partit d'anada contra el Nippon Kokan de Kawasaki.

## Classificació

### Primera ronda
| Pos | Equip                  | Pts | PJ | G  | E | P  | GF | GC | DIF  |
| --- | ---------------------- | --- | -- | -- | - | -- | -- | -- | ---- |
| 1.  | Toyo Koygo             | 26  | 14 | 12 | 2 | 0  | 44 | 9  | + 35 |
| 2.  | Yawata Steel FC        | 24  | 14 | 11 | 2 | 1  | 40 | 14 | + 26 |
| 3.  | Furukawa Electric      | 20  | 14 | 10 | 0 | 4  | 32 | 20 | + 12 |
| 4.  | Hitachi                | 17  | 14 | 8  | 1 | 5  | 35 | 19 | + 16 |
| 5.  | Mitsubishi Motors      | 9   | 14 | 4  | 1 | 9  | 24 | 39 | - 15 |
| 6.  | Toyota Industries S.C. | 7   | 14 | 2  | 3 | 9  | 16 | 31 | - 15 |
| 7.  | Yanmar Diesel          | 5   | 14 | 2  | 1 | 11 | 9  | 41 | - 32 |
| 8.  | Nagoya Mutual Bank     | 4   | 14 | 1  | 2 | 11 | 16 | 43 | - 27 |